# Isla Etolin
La isla Etolin (del inglés: 'Etolin Island') es una isla de Estados Unidos localizada en el archipiélago Alexander, en el sureste del estado de Alaska (56°08′N 132°24′O / 56.133, -132.400) Se encuentra entre la isla del Príncipe de Gales, al oeste, el territorio continental de Alaska, al este, y la isla de Wrangell, al sureste. Originalmente fue llamada isla del Duque de York (Duke of York Island), pasó a llamarse Etolin cuando los Estados Unidos realizaron la compra de Alaska a Rusia. Etolin lleva su nombre en reconocimiento a Adolf Etolin, administrador colonial en la América rusa entre 1840 y hasta 1845.
La isla tiene 48 km de largo y entre 16 y 35 km de ancho, con una superficie de 878,08 km², por lo que es la 24ª isla más grande de los Estados Unidos. Según el censo de 2000, Etolin tenía una población de tan solo 15 personas.
En la isla hay una población de alces introducida. Toda la isla se encuentra dentro de los límites del Bosque nacional Tongass (Tongass National Forest). La parte sur de la isla ha sido designada oficialmente como Área Salvaje Etolin Sur (South Etolin Wilderness).